# Dali Chasma
Il Dali Chasma è una formazione geologica della superficie di Venere.
Prende il nome da Dali, dea georgiana della caccia.